# Roman Radikowitsch Akbaschew
Roman Radikowitsch Akbaschew (russisch Роман Радикович Акбашев; * 1. November 1991 in Sterlitamak) ist ein russischer Fußballspieler.

## Karriere
Akbaschew begann seine Karriere bei Kamas Nabereschnyje Tschelny. Zur Saison 2008 rückte er in den Profikader des Zweitligisten, für den er aber nie zum Einsatz kommen sollte. Nach der Saison 2010 verließ er Kamas, im August 2011 wechselte er dann zum Drittligisten Dynamo Kirow. Für Kirow kam er zu 20 Einsätzen in der Perwenstwo PFL, in denen er drei Tore erzielte. Zur Saison 2012/13 wechselte er zum ebenfalls drittklassigen Awangard Kursk, für das er aber nie spielte.
Im Januar 2013 kehrte er zum mittlerweile auch nur noch drittklassigen Kamas zurück. Bis zum Ende der Saison 2012/13 kam er auch dort nicht zum Einsatz. In der Saison 2013/14 absolvierte er für die Tataren 26 Drittligapartien, in denen er sechsmal traf. In der Saison 2014/15 erzielte er vier Tore in 24 Einsätzen und stieg mit dem Team wieder in die Perwenstwo FNL auf. Anschließend gab er im Juli 2015 sein Zweitligadebüt. Bis zur Winterpause 2015/16 absolvierte Akbaschew 18 Zweitligaspiele.
Im Februar 2016 wechselte der Offensivmann ein zweites Mal zum Drittligisten Kursk. Für Awangard kam er bis Saisonende neunmal in der PFL zum Zug und machte drei Tore. Zur Saison 2016/17 wechselte er zum Zweitligisten Wolgar Astrachan. In seiner ersten Spielzeit in Astrachan absolvierte er 28 Zweitligapartien, in denen er siebenmal traf. In der Saison 2017/18 spielte er bis zur Winterpause 23 Mal in der FNL. Im Januar 2018 wechselte er dann innerhalb der Liga ein drittes Mal zu Awangard Kursk, das inzwischen in die FNL aufgestiegen war. Bis zum Ende der Spielzeit kam er dort zu zehn Zweitligaeinsätzen. In der Saison 2018/19 gelangen ihm zehn Tore in 23 Einsätzen bis zur Winterpause.
Im Januar 2019 wechselte Akbaschew zum Erstligisten Rubin Kasan. In Kasan gab er im April 2019 gegen Arsenal Tula sein Debüt in der Premjer-Liga. In seinem ersten Halbjahr im Oberhaus kam er zu fünf Einsätzen. Nachdem er bis zur Winterpause 2019/20 nur noch einmal zum Einsatz gekommen war, wechselte der Mittelfeldspieler im Januar 2020 zum Zweitligisten FK Neftechimik Nischnekamsk. Für Neftechimik absolvierte er zwei Spiele, ehe die Saison COVID-bedingt abgebrochen wurde.
Dies sollten auch seine einzigen Spiele bleiben, denn zur Saison 2020/21 wechselte Akbaschew innerhalb der Liga zum FK Fakel Woronesch. Für Fakel absolvierte er 2020/21 37 Partien, in denen er sechsmal traf. In der Saison 2021/22 kam er zu 35 Einsätzen in der FNL, in denen er acht Tore machte. Mit Woronesch stieg er zu Saisonende in die Premjer-Liga auf. Im Oberhaus kam er für Fakel zu 28 Einsätzen, in denen er sechsmal traf. Zur Saison 2023/24 wechselte er zum Ligakonkurrenten FK Rostow. Für Rostow kam er bis zur Winterpause sechsmal zum Einsatz.
Nach nur einem halben Jahr in Rostow kehrte Akbaschew im Januar 2024 wieder nach Woronesch zurück. Für Fakel kam er bis Saisonende zu weiteren zwölf Einsätzen. Zur Saison 2024/25 kehrte er zu Zweitligist Kamas zurück. Für Kamas absolvierte er neun Zweitligaspiele, ehe er bereits im September 2024 Nabereschnyje Tschelny wieder verließ und innerhalb der FNL zu Tschernomorez Noworossijsk wechselte.